# 原色GAL 派手に行くべ!
「原色GAL 派手に行くべ!」（げんしょくギャル はでにいくべ）は、後藤真希の9枚目のシングル。2003年11月27日発売。

## 解説
特典付初回限定盤と通常盤の2形態で発売。

## 収録曲
全作詞・作曲：つんく　編曲：高橋諭一
1. 原色GAL 派手に行くべ!
2. 恋人募集中
3. 原色GAL 派手に行くべ! (Instrumental)

## 参加ミュージシャン
原色GAL 派手に行くべ!
- プログラミング：高橋諭一
- ギター：こーじ
- コーラス：後藤真希・つんく

恋人募集中
- 全ての楽器：高橋諭一
- コーラス：稲葉貴子